# Yngvar Bryn
Yngvar Bryn (Kristiansand, 17 de dezembro de 1881 – Oslo, 30 de abril de 1947) foi um atleta e patinador artístico norueguês. Ele conquistou uma medalha de prata olímpica em 1920, e conquistou duas medalhas em campeonatos mundiais, sendo uma de prata e uma de bronze.

## Principais resultados

### Com Alexia Bryn
| Resultados                                            | Resultados      | Resultados      | Resultados      | Resultados      | Resultados        | Resultados      | Resultados    | Resultados    | Resultados       | Resultados       | Resultados      | Resultados       | Resultados    |
| Internacional                                         | Internacional   | Internacional   | Internacional   | Internacional   | Internacional     | Internacional   | Internacional | Internacional | Internacional    | Internacional    | Internacional   | Internacional    | Internacional |
| Evento/Temporada                                      | 1907– 1908      | 1908– 1909      | 1909– 1910      | 1910– 1911      | 1911– 1912        | 1912– 1913      | 1913– 1914    |               | 1918– 1919       | 1919– 1920       | 1920– 1921      | 1921– 1922       | 1922– 1923    |
| ----------------------------------------------------- | --------------- | --------------- | --------------- | --------------- | ----------------- | --------------- | ------------- | ------------- | ---------------- | ---------------- | --------------- | ---------------- | ------------- |
| Jogos Olímpicos                                       |                 |                 |                 |                 |                   |                 |               |               | Medalha de prata |                  |                 |                  |               |
| Campeonato Mundial                                    |                 |                 |                 | 5.º             | Medalha de bronze | 4.º             | 5.º           |               |                  |                  | 5.º             | Medalha de prata |               |
| Campeonato Nórdico                                    |                 |                 |                 |                 |                   |                 |               |               |                  | Medalha de prata | Medalha de ouro |                  |               |
| Nacional                                              |                 |                 |                 |                 |                   |                 |               |               |                  |                  |                 |                  |               |
| Campeonato Norueguês                                  | Medalha de ouro | Medalha de ouro | Medalha de ouro | Medalha de ouro | Medalha de ouro   | Medalha de ouro |               |               | Medalha de ouro  | Medalha de ouro  | Medalha de ouro | Medalha de ouro  |               |
|                                                       |                 |                 |                 |                 |                   |                 |               |               |                  |                  |                 |                  |               |
| Legenda: Competição não foi disputada nesta temporada |                 |                 |                 |                 |                   |                 |               |               |                  |                  |                 |                  |               |